# Aleurotrachelus theobromae
Aleurotrachelus theobromae là một loài côn trùng cánh nửa trong họ Aleyrodidae, phân họ Aleyrodinae.
Aleurotrachelus theobromae được Bondar miêu tả khoa học đầu tiên năm 1923.